# Czestków-Osiedle
Czestków-Osiedle – wieś w Polsce położona w województwie łódzkim, w powiecie łaskim, w gminie Buczek. Powstała w 2008.